# Ourondo
Ourondo é uma povoação portuguesa do Município da Covilhã que foi sede da extinta Freguesia de Ourondo, freguesia que tinha 7,09 km² de área e 372 habitantes (2011), e, por isso, uma densidade populacional de 52,5 hab/km².
A Freguesia de Ourondo foi extinta em 2013, no âmbito de uma reforma administrativa nacional, tendo sido agregada à Freguesia de Casegas para formar uma nova freguesia denominada União das Freguesias de Casegas e Ourondo com a sede em Casegas.

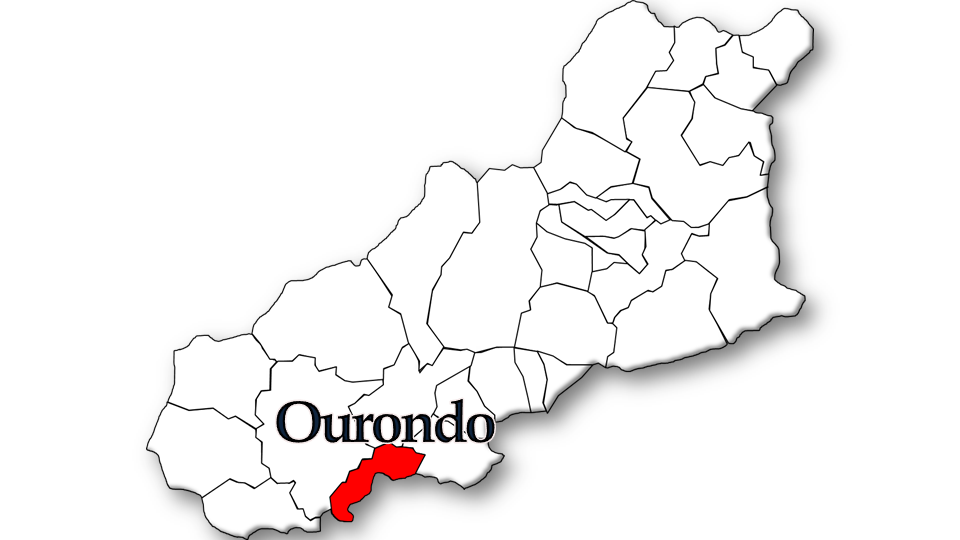
Localização no Município de Covilhã

## População
| População da freguesia de Orjais | População da freguesia de Orjais | População da freguesia de Orjais | População da freguesia de Orjais | População da freguesia de Orjais | População da freguesia de Orjais | População da freguesia de Orjais | População da freguesia de Orjais | População da freguesia de Orjais | População da freguesia de Orjais | População da freguesia de Orjais | População da freguesia de Orjais | População da freguesia de Orjais | População da freguesia de Orjais | População da freguesia de Orjais |
| -------------------------------- | -------------------------------- | -------------------------------- | -------------------------------- | -------------------------------- | -------------------------------- | -------------------------------- | -------------------------------- | -------------------------------- | -------------------------------- | -------------------------------- | -------------------------------- | -------------------------------- | -------------------------------- | -------------------------------- |
| 1864                             | 1878                             | 1890                             | 1900                             | 1911                             | 1920                             | 1930                             | 1940                             | 1950                             | 1960                             | 1970                             | 1981                             | 1991                             | 2001                             | 2011                             |
| 571                              | 669                              | 704                              | 1 043                            | 857                              | 948                              | 952                              | 1 056                            | 1 159                            | 787                              | 470                              | 504                              | 495                              | 416                              | 372                              |

No ano de 1900 tinha anexada a freguesia de Bodelhão (decreto de 07/09/1895). Por decreto de 19/07/1901 foi desanexada desta freguesia a de Bodelhão, que passou a ser freguesia autónoma

## Património
- Santuário de Nossa Senhora do Carmo
- Capelas de Santo Amaro e de S. João
- Casa Paroquial
- Fornos comunitários
- Fontes Velha e do Moinho
- Pontes de Ourondo e Casegas (sobre a ribeira do Paul)
- Trecho da ribeira do Caia